# 爱丽丝·斯蒂芬尼克
爱丽丝·玛丽·斯蒂芬尼克（英語：Elise Marie Stefanik，1984年7月2日—）是一位美国共和党籍的政治人物。斯蒂芬尼克自2015年起担任紐約州第21國會選區美国众议員。她在30歲时初次当选，成为当時有史以來最年轻的女议员。2021年至2025年，擔任眾議院共和黨會議主席。
在唐納·川普的第一任期內，斯蒂芬尼克逐步变成了他的一名坚定支持者。她在2019年特朗普-乌克兰丑闻中为川普强烈辩护，並在相關的眾議院聽證會上和民主黨人亞當·希夫發生了小規模的言語衝突 。在2020年美國總統选举特朗普落败后，德克萨斯州檢察總長向最高法院提起诉讼，希望推翻四个拜登贏得的搖擺州的选举结果；斯蒂芬尼克和其他超過100位共和黨眾議員支持該诉讼，但訴訟最後失敗。而在2021年美国国会大厦遭冲击事件数个小时候后，她反对了宾夕法尼亚州的选举人团的投票结果，并發推特說她认为2020年的總統選舉不是自由和公平的。2021年5月，眾議院共和黨人投票決定讓斯蒂芬尼克擔任眾議院共和黨會議主席，接替因反覆批評特朗普而失去共和黨人信任的利茲·切尼。
斯蒂芬尼克以其支持以色列的立場而聞名，她在2023年12月在一次廣泛電視轉播的美國國會反猶太主義聽證會上對大學校長的激烈質疑引起了全國關注。斯蒂芬尼克的質疑導致賓州大學校長利兹·马吉尔辭職。

## 早年生活與教育
斯蒂芬尼克於1984年7月2日出生於紐約州奧爾巴尼。她稱她的父親是捷克裔美國人，母親是意大利裔美国人；但家譜記錄顯示，她父親是波蘭裔美國人，家族來自加利西亞西部（當時是奧匈帝國由奥地利控制的奧屬波蘭的一部分），主要來自弗里什塔克（意第緒語：Fristik）當時的猶太小鎮，位於亞斯沃和斯奇茹夫附近。她的父母在紐約州吉爾德蘭中心擁有一家膠合板批發經銷商。
斯蒂芬尼克畢業於奧爾巴尼女子學院，並就讀於哈佛大學，於2006年獲得政府學文學學士學位。2004年，她當選為哈佛大學政治學院副院長。在哈佛大學，她獲得了「女性領導力獎」的榮譽獎，這是一項授予學生領導力和為女性進步做出貢獻的獎項。

## 早年職業

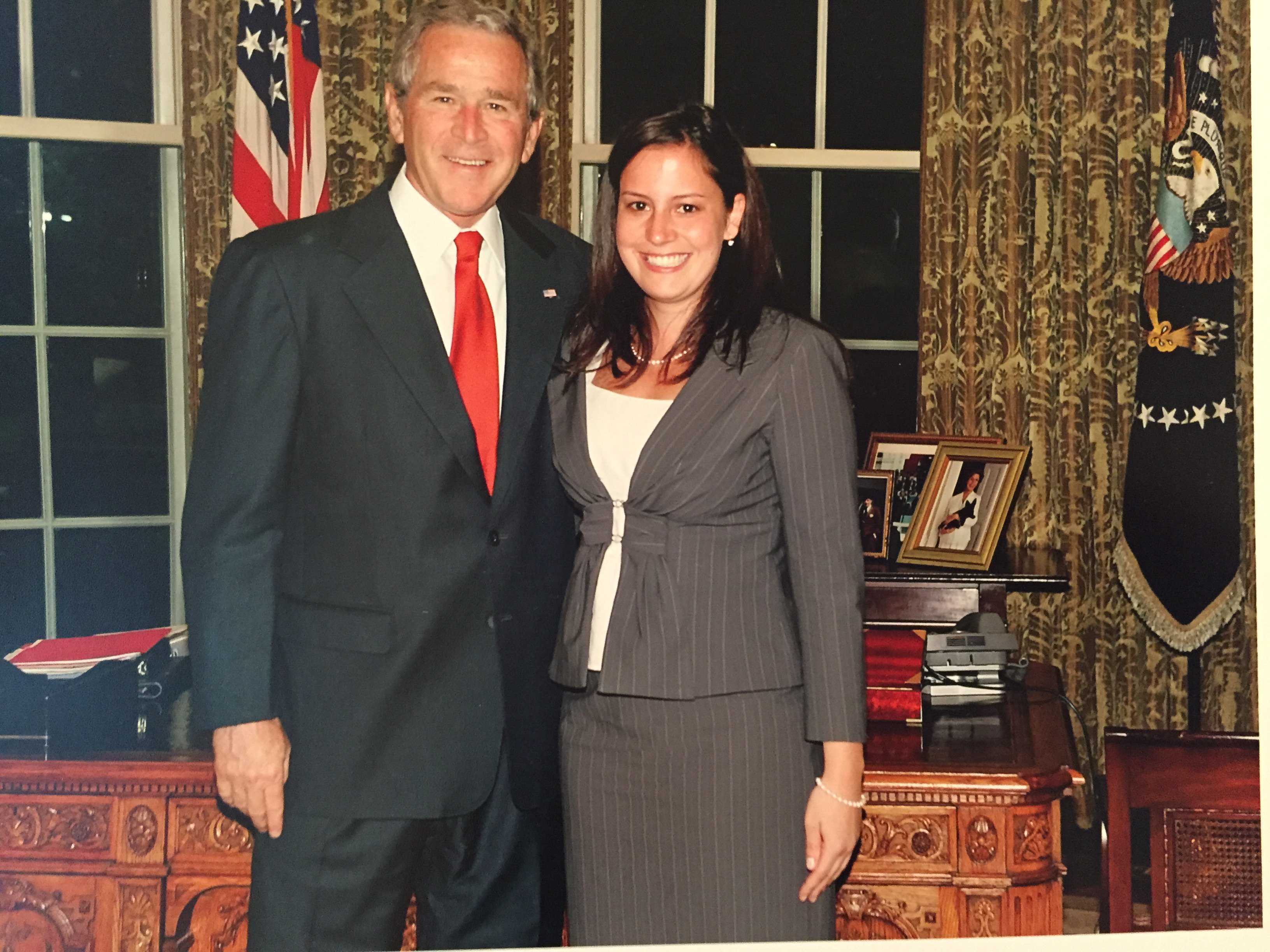
斯蒂芬尼克和總統小布希

從哈佛大學畢業後，她加入了時任美國總統喬治·布希的政府 ，擔任美國國內政策委員會的工作人員。史特凡尼克後來在白宮幕僚長約書亞·博爾頓的辦公室工作 。2009年，她創立了部落格“美國瑪吉”，這是一個宣傳“保守和共和黨女性”觀點的平台，以英國前首相戴卓爾夫人的名字命名。
斯蒂芬尼克在2012年幫助準備了共和黨綱領，擔任蒂姆·普蘭提總統探索委員會的新媒體總監，並在保衛民主基金會和外交政策倡議智庫工作。她負責管理眾議員共和黨副總統候選人保羅·瑞安2012年總統辯論的辯論準備工作。米特·羅姆尼和瑞安輸掉2012年總統選舉後，她回到紐約州北部並加入了父母的生意。

## 聯邦眾議員

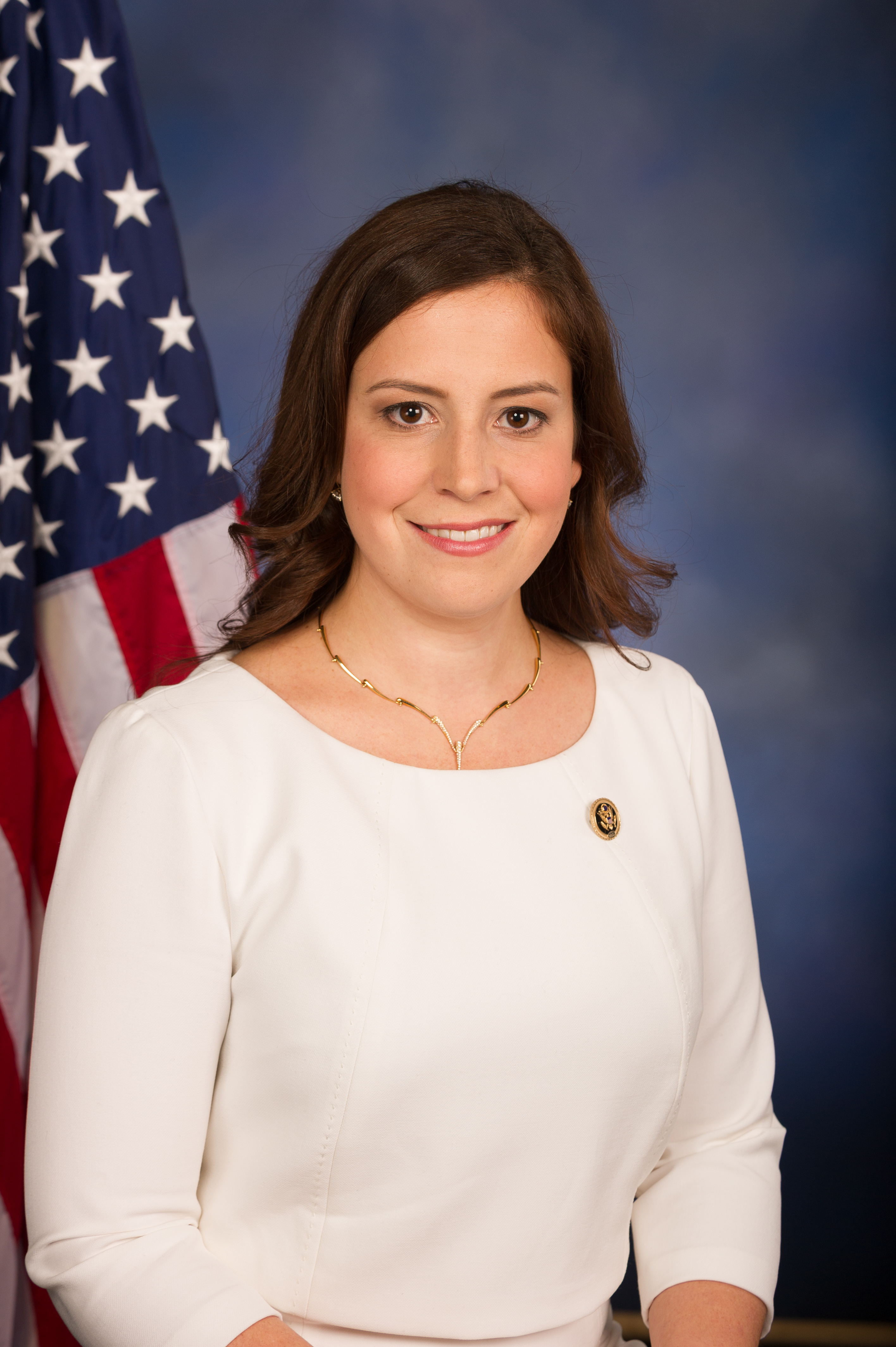
2015年的斯蒂芬尼克

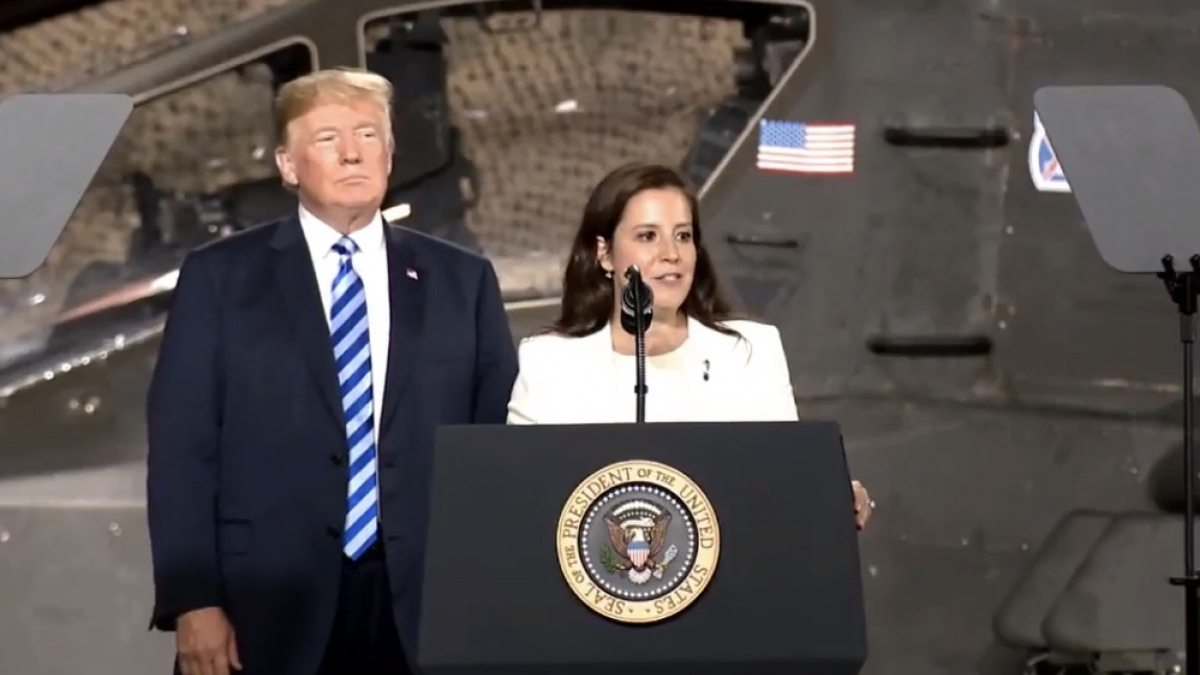
斯蒂芬尼克和總統川普（2018年）

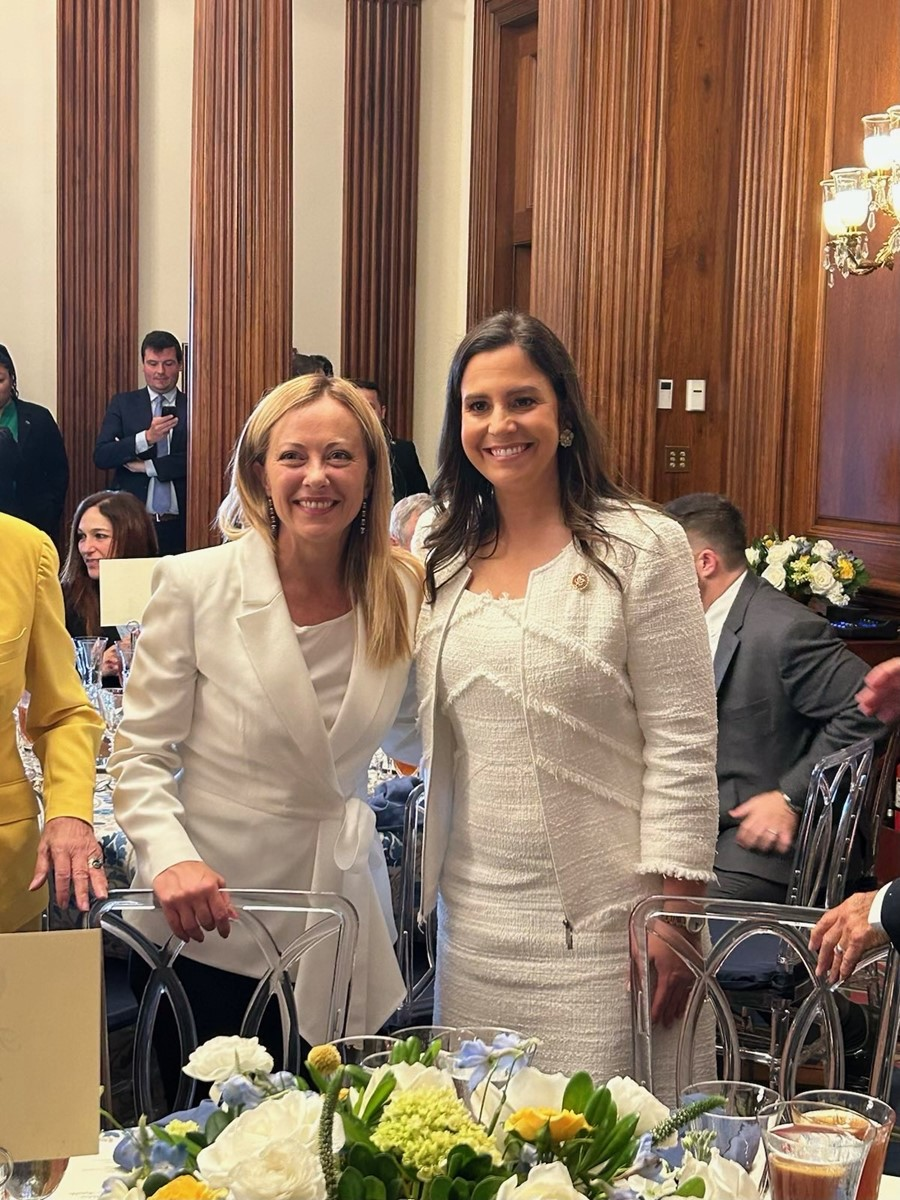
斯蒂芬尼克和義大利總理喬治亞·梅洛尼（2023年）

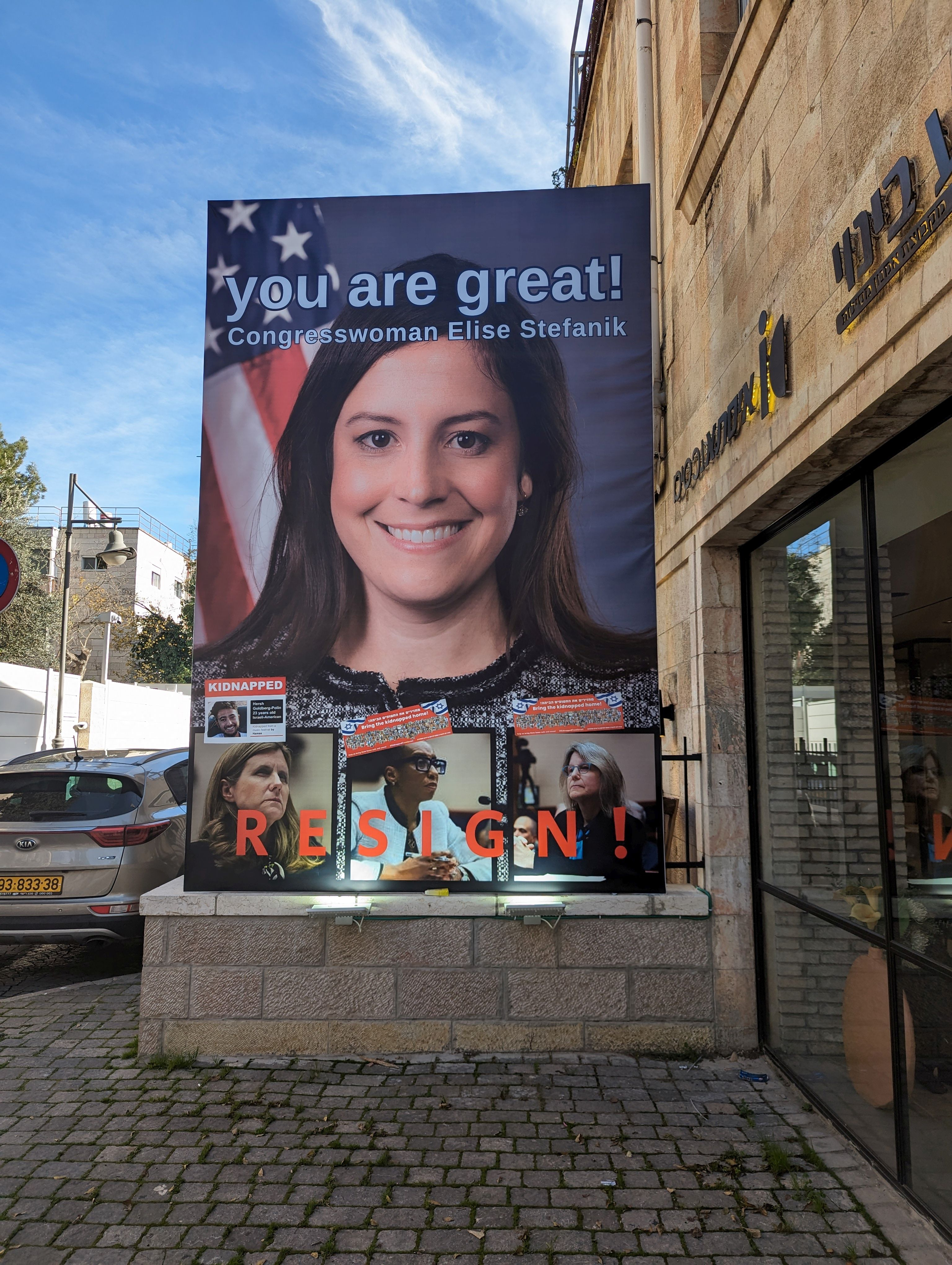
在以色列耶路撒冷支持斯蒂芬尼克的海報（2023年）

2013年8月，斯蒂芬尼克宣布參加2014年美國眾議院選舉紐約第21國會選區的選舉。在民主黨候選人比爾·歐文斯在2009年特別選舉中當選代表該選區之前，該選區已經掌握在共和黨手中100年了。2014年1月，歐文斯宣布不再尋求連任。
斯蒂芬尼克在2014年以61%贏得了共和黨初選，並在11月4日的大選中以55%的選票勝出，当時30歲的她是有史以來最年轻的女议员。
斯蒂芬尼克於2016年美國眾議院選舉、2018年美國眾議院選舉、2020年美國眾議院選舉和2022年美國眾議院選舉連任。在唐納·川普贏得2016年美國總統選舉共和黨初選後，她越來越支持川普。
2015年1月，斯蒂芬尼克被任命為眾議院軍事委員會成員。她當選後不久就受邀加入哈佛大學政治學院高級顧問委員會。斯蒂芬尼克在2021年1月6日国会山骚乱後指控賓夕法尼亞州的選舉人票選舉舞弊而被哈佛從委員會中除名。
2021年5月19日，斯蒂芬尼克和多數共和黨眾議員投票反對成立國家層級的1月6日委員會來調查1月6日国会山骚乱事件，其中有35名的少數共和黨眾議員和217名出席的所有民主黨議員投票支持成立該委員會。
2021年初，眾議院共和黨會議主席利茲·切尼支持第二次彈劾川普並駁斥其選舉舞弊的說法後，眾議院中一些支持川普的共和黨人呼籲罷免切尼。如果共和黨會議決定將切尼趕下台，斯蒂芬尼克將被視為切尼的潛在替代者，儘管切尼擁有更多更保守的資歷和更多支持川普政策的投票記錄。5月5日，斯蒂芬尼克得到川普和眾議院少數黨黨鞭史蒂夫·斯卡利斯支持屬意其接替切尼擔任會議主席。5月14日，斯蒂芬尼克當選眾議院共和黨會議主席。2022年中期選舉後，斯蒂芬尼克擊敗拜倫·唐納茲再次當選會議主席。2024年，美國當選總統唐納·川普宣布將提名她在第二次特朗普內閣中擔任美國駐聯合國大使，但隔年3月27日為確保共和黨在眾議院保持優勢而撤銷提名。

## 个人生活
斯蒂芬尼克出生于纽约州首府奥尔巴尼。父母在奥尔巴尼县吉尔德兰镇拥有一家胶合板批发公司。斯蒂芬尼克拥有捷克和意大利的血统。斯蒂芬尼克先后就读于奥尔巴尼女子学院、哈佛学院，2006年获得政治学学士学位。2004年她被选为哈佛肯尼迪政府学院副主席，另外受到了哈佛学院女子领导奖章的表扬。

## 外部連結
- Elise Stefanik的Facebook專頁
- Rep. Elise Stefanik的Facebook專頁
- elisestefanik的Instagram帳戶
- Congresswoman Elise Stefanik的Instagram帳戶
- Elise Stefanik的X（前Twitter）
- Rep. Elise Stefanik的X（前Twitter）